# Велика Озимина
Озимина — село в Україні в Новокалинівській міській громаді, у Самбірському районі Львівської області. Населення становить 269 осіб. 

## Назва
7 травня 1946 перейменували село Озимина Велика на Велика Озимина і Озимино-Великівську сільську Раду, відповідно до назви її центру, — на Великоозиминську.

## Географія
Озимина — загальна назва двох сусідніх сіл Мала Озимина і Велика Озимина в Самбірському районі Львівської області. Адміністративно це два села які входять до Великоозиминської сільської ради, хоча з давніх часів вважалося одним поселенням з однією спільною історією.
На північ від Озимини знаходиться селище міського типу Дубляни, на захід — село Городище, на схід — село Новошичі, а на південь — Долішній Лужок. З географічного довідника XIX ст. «Словник географічний Королівства Польського та інших країв слов'янських» ми дізнаємося, що в той час на північному сході Озимини знаходилося пасовище під назвою «Мочар» (Moczar), а на північному заході — пасовище «Толока» (Tloka). А західна частина Озимини називається Горіщняни (Horyszniany або O. Gorna (Horiczna)). На захід від Великої Озимини знаходиться Мала Озимина і навіть зараз її іноді в розмові називають Горіщняни (Горіщани). А північні вулички Малої Озимини і тепер називають Толокою. Вздовж південного кордону Малої Озимини тече річка Черхавка (інша назва Черхава) — ліва притока Бистриці. Бистриця і Черхавка входять у басейн Дністра.
За річкою, вздовж того ж південного кордону Озимини проходить автомобільне шосе Самбір-Дрогобич, яке було побудовано в 1855—1858 рр. Від траси до села можна потрапити двома мостами через річку. Перший — пішохідний міст через Черхавку приведе нас відразу в Малу Озимину. Зараз це сталевий міст з трубчастих балок і настилом із сталевих листів. Другий великий, автомобільний міст, який веде у Велику Озимину. Якщо їхати по цій дорозі в село, то перед мостом праворуч від дороги можна побачити озиминський цвинтар (загальний для Малої та Великої Озимини), а вже проїхавши через міст, ліворуч ми побачимо дерев'яну церкву Святого Миколая.

## Історія

### Давня історія
На території Городища та Великої Озимина розкопані 5 курганів епохи бронзи (II тисячоліття до н. ери).
Перші письмові згадки про село датують 8 травня 1406 року. Саме цього дня Ельжбета, вдова Спитка, польського магната і краківського старости, власника міста Самбора, який загинув 12 вересня 1399 р. в битві з татарами на річці Ворскла, своєю основоположною грамотою подарувала польським ченцям, отцям-домініканцям, під будівництво монастиря і костелу великі землі в місті Самборі (між вулицями Перемишльської (Шевченка) та Зеленої (Січових Стрільців)) володіння Шаде-Яблінь і призначила їм десятину з українських сіл Озимина, Лука, Купновичі, П'яновичі, Стрільбичі і Ступниця. За це ченці зобов'язалися відправляти у костелі святу літургію за засновницю Ельжбету, її чоловіка і родичів, а також раз на місяць одну літургію в селі Озимина.

Є згадка села Озимина в мемуарах середньовічного французького (бургундського) лицаря Гільбера де Ланноа (1386—1462), які називаються «Подорожі та посольства». Наприклад, у записках про подорож лицаря в 1421 році читаємо: 
|  | З Пруссії я вирушив до короля польського через місто Садову (Sadowen) у Русі. Я знайшов короля в глибині польських просторів, в одному бідному місці, званому Озимина (Oysemny), і виконав уставлене до нього своє посольство миру від 2-х королів (Франції та Англії) і передав дари короля Англії. Польський король надав мені превелику честь, виславши до мене назустріч за тридцять миль людей, щоб проводити мене до нього, і повелів у вказаному просторому місці влаштувати для мене дуже гарне житло із зеленого листя і гілок для того, щоб я перебував біля нього. |

 Королем Польщі в той час був Владислав II Ягайло.
Село Озимина було центром Озиминської волості, що вказує на його давньоруське походження. Тоді було кілька типів сіл: волосного, німецького права і села руського права, які в XVI столітті королівські польські ревізори ототожнювали з німецьким. До останньої групи належала й Озимина. Абсолютна більшість мешканців цього села сповідувало православне (згодом греко-католицьке, потім знову православне) віровчення (в селі ніколи не було костелу, тільки церква) і використовувала властиві корінному населенню імена: Іван, Федір, Василь, Михайло і т. ін. До Озиминської волості входило ряд навколишніх сіл. А створення у 1590 році Самбірської економії стало причиною поступової ліквідації цієї волості.
Відомо, що в княжі часи землі Озиминські були віддані на користування одному із воєвод короля Данила — Гурію, який мав тут свої пасовища. Прізвище якого в селі збереглося і по наш час.

### У складі Австро-Угорщини
У 1760 році чотири озиминських мірошники мали два млини та дві чверті землі. На правах примусу у них були зобов'язані молоти зерно громади сіл Озимина і Нижній Лужок. Також ці громади ремонтували млини та забезпечували їх жорнами. Королівська скарбниця отримувала 1/3 прибутку з мірок жита і пшениці, а 2/3 залишалася мельникам. 1/3 витрат на ремонт млина брали на себе мельники, а 2/3 — королівська скарбниця. Як правило, посессорство млинових господарств було спадковим і передавалося від батька до сина. Млинові чверті землі в основному оброблялися сільськими громадами примусово — це була обов'язкова панщина (так було в Озимині, Шептичах, Дублянах т. ін.). У 1895 році в Озимині, Дублянах, Кульчицях та інших навколишніх селах був великий неврожай, у результаті якого від голоду селяни вмирали сім'ями.
В останні десятиліття XIX століття у Галичині місцеві шкільні ради створювалися у громадах, де існували основні типи шкіл і до їх складу входили представники школи і церкви. Так було і в Озимині. Рада складалася від 3 до 5 чоловіків, які вирішували всі питання, пов'язані з утриманням школи, стежили, щоб вчителі належним чином виконували свої обов'язки, а також за виплатою їм зарплат та пенсій. Місцева шкільна рада обиралася на 3 роки. Шкільні місцеві ради існували і після розпаду Австро-Угорської імперії. Збереглася печатка-штамп Озиминської шкільної ради. У центрі Малої Озимини є невелика будівля. Раніше тут була початкова школа з 1 по 4 класи. Невеликого приміщення вистачало — дітей у класі було небагато — до 5-7 учнів. Після закінчення цієї школи діти переходили вже в середню школу, яка розташована в селі Городище. Пізніше цю початкову школу закрили, всіх дітей перевели навчатися у Городище, де вже було повне початкове і середнє навчання. А в малоозиминській школі утворили сільський клуб, де влаштовуються танці, громадські збори. Зараз цей сільський клуб називається — Народний дім «Просвіта».

### Національно-визвольні змагання
4 вересня 2007 на фасаді Народного дому була урочисто відкрита меморіальна таблиця на честь крайового провідника ОУН, політвиховника боївок УПА тактичного відділення 'Маківка-24' Володимира Федика (псевдонім «Береза»). Майбутній повстанець народився в Малій Озимині в 1921 році і навчався у цій школі в 1927—1930 рр. Збройну боротьбу за незалежність України розпочав у 1944 році. Тереном його діяльності були Турківщина, Бориня, Підбузький район, бойківська частина Закарпаття і частина Закерзоння. З 1946 р. очолив крайовий провід з пропаганди і став провідником ОУН. 'Береза', як згадують очевидці, всіляко охороняв молодих вчителів, які прибували до шкіл Галичини з Великої України, цікавився умовами їх життя, навчанням дітей у гірських селах, а дорослих попереджав про можливі провокації з боку енкаведистів. Великим авторитетом користувався серед бойових побратимів, населення, за що його назвали 'гірським генералом'. Є суперечливі дані щодо часу загибелі у Стрийському районі — 1949 (1950) р. Місце поховання повстанця невідомо. Йому було всього 28 років…
Також з села родом Владислав Мацульський, відомий генерал Австрійсько-Угорської імперії при генштабі Австрійської армії у Відні. Купив землі між Сідим і Городищем, де був збудований літній будинок для відпочинку, від того часу називається ці місця «генералівка». За часів окупаційної влади СРСР цей будинок був відданий на потреби лікарні і було відкрито пульмонологічне відділення, яке працює і на даний час. Також у селі було поховано його доньку Марію, яка померла в дуже ранньому віці від пневмонії. Відомо, що похорони настільки характеризували втрату генерала, що він усю дорогу до церкви застелював пелюстками троянд для своєї покійної дочки, також в селі в похований сам Мацульський і його дружина. Під час повстанського руху, який процвітав в селі і мав велику підтримку між сільського населення, могила генерала була осквернена нелюдськими діями тогочасного катівського міністерства НКВС.
У період боротьби з окупацією від імперської влади Росії, більшовицького режиму, окупації СРСР і Гітлерівської Німеччини, багато селян брали участь у національно-визвольних рухах. Багато чоловіків були в УГА, УСС, також велика чисельність жінок та чоловіків була в УПА. В ці періоди багато було в битих і замучених в катівнях НКВС. Село було спалено в вересні 1939-го року поляками за нескорення. У часи Другої світової Війни на полях Озимини були бої, під час відступу німців, вони підірвали міст і млин, який знаходився в селі.

### Радянські часи
В часи СРСР, село вважалось неперспективним, що призвело до його занепаду. На жаль, виправити ситуацію після проголошення Незалежності України не вдалось, молодь з села роз'їжджається, кількість будинків у селі суттєво скоротилась.

## Населення

### Мова
Розподіл населення за рідною мовою за даними перепису 2001 року:
| Мова       | Кількість | Відсоток |
| ---------- | --------- | -------- |
| українська | 267       | 99.26%   |
| російська  | 2         | 0.74%    |
| Усього     | 269       | 100%     |

## Пам'ятки
З села Велика Озимина походить рід Івана Франка—це прізвище вперше згадується в документах 1777 року. 16 вересня 2001 року навпроти місця, де стояла хата прадіда Івана Франка — Теодора місцева громада встановила пам'ятний знак з написом: «З Озимини бере початок Рід Івана Франка. Тут народився його прадід Теодор, дід Іван, а 11.05.1802 р. — батько Яків Франко». 9 липня 2002 року на місцевому цвинтарі освятили могили предків великого українського письменника.
У своїй тритомній роботі в шести книгах «Галицько-руські Народні приповідкі» (1901—1910 рр.) Іван Франко написав прислів'я та приказки, які він зібрав у Нагуєвичах, Дрогобичі, Самборі, Озимині, Унятичі та інших селах Підкарпаття.

### Церква
Перші згадки про церкву в селі датуються 1565—1566 рр. Стара дерев'яна церква була збудована в 1673 році, а в 1860 (1862) році на її місці була побудована нинішня церква — дерев'яна тризрубна однорівнева будова із шоломоподібним куполом над нефом із ліхтарем і маківкою на світловому восьмерику. У 1892 році церква була оновлена. У радянський період, 27 років (з 1962 по 1989 рік) стояла закритою. Біля церкви є старе кладовище.